# サンキュードラッグ
サンキュードラッグは、福岡県北九州市門司区に本社を置く、ドラッグストアチェーンを展開する企業である。

## 概要
福岡県の北九州市・遠賀郡岡垣町・中間市、山口県の下関市において、ドラッグストア・調剤薬局計73店舗（2019年3月現在）を展開している。日本チェーンドラッグストア協会正会員。
北九州市に本拠を置く調剤・ドラッグストアの企業として、北九州市・遠賀郡・中間市及び山口県下関市のみに特化した店舗展開（ドミナント戦略）にこだわっている。また、地元のJリーグチームであるギラヴァンツ北九州のスポンサーになっている。

## 事業所・店舗
- 物流センター - 福岡県北九州市門司区新門司1-1
- ドラッグストア43店舗（うち調剤併設30店舗）
- 調剤薬局25店舗

## 沿革
- 1956年（昭和31年）2月6日 - 福岡県北九州市門司区の栄町銀天街内に平野薬局を創業。
- 1970年（昭和45年）7月11日 - 株式会社サンキュードラッグ設立。
- 2009年（平成21年）1月26日 - 2008年（平成20年）8月31日に閉店した門司サティ跡に門司港本店薬局開店。
- 2013年（平成24年）11月25日 - サンキュードラッグオンラインショッピング（ネット通信販売）を終了。

## 潜在需要発掘研究会について
サンキュードラッグでは、2007年4月から自社と取引のある大手メーカー・卸問屋のスタッフと一緒に、客の購買に関する潜在需要の掘り起こしに関する研究を行う独自の「潜在需要発掘研究会」 という会議を毎月1回開催している。その内容は、まずメーカー・問屋の担当スタッフや自社の社員（主に店長）による特定の商品やカテゴリーの潜在需要に関するプレゼンテーションが行われ、その後、様々な検討を経て実際に店頭でその商品やカテゴリーに関する販促施策が実施され、その結果を改めてプレゼンテーションにて発表し検証するというもので、こうした工夫によって、店舗における潜在的な商品に関する需要の発掘と育成に取り組んでいる。

## テレビ番組
- 日経スペシャル カンブリア宮殿 地域の健康を守る！異色のドラッグストア（2019年6月20日、テレビ東京）[3]